# Walter Mossberg

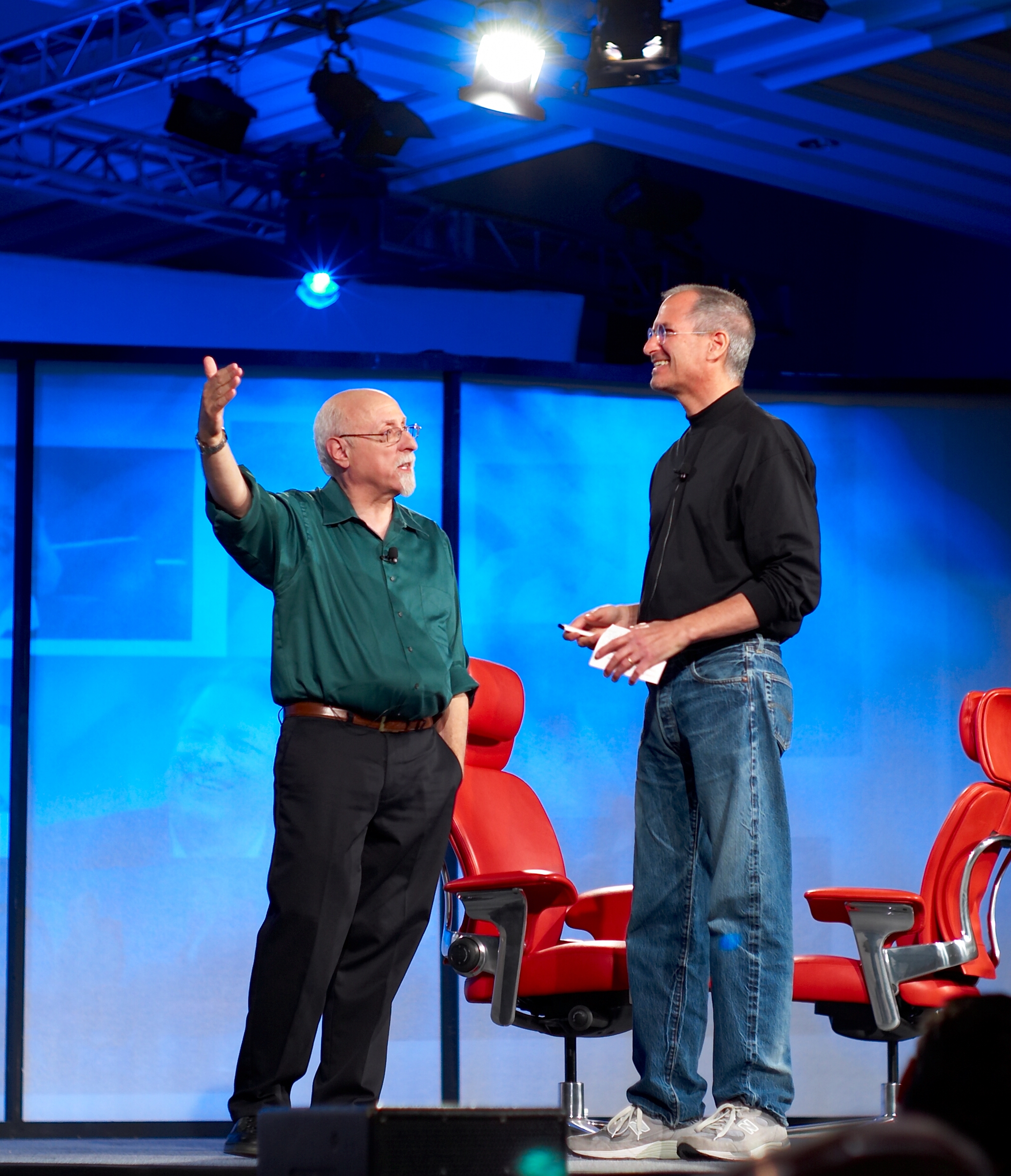
Walt Mossberg (links) zusammen mit Steve Jobs auf der All Things Digital 5 2007

Walter S. „Walt“ Mossberg (* 27. März 1947 in Warwick, Rhode Island) ist ein US-amerikanischer Journalist. Er wurde durch seine Kolumnen im Wall Street Journal bekannt, in denen er technische Produkte und Trends kommentierte. Mossberg gilt als einflussreichster Journalist auf diesem Gebiet. Ende 2013 verließ er das Wall Street Journal und betreibt seit Anfang 2014 die Seite Recode. Im Juni 2017 ging er in den Ruhestand.

## Karriere

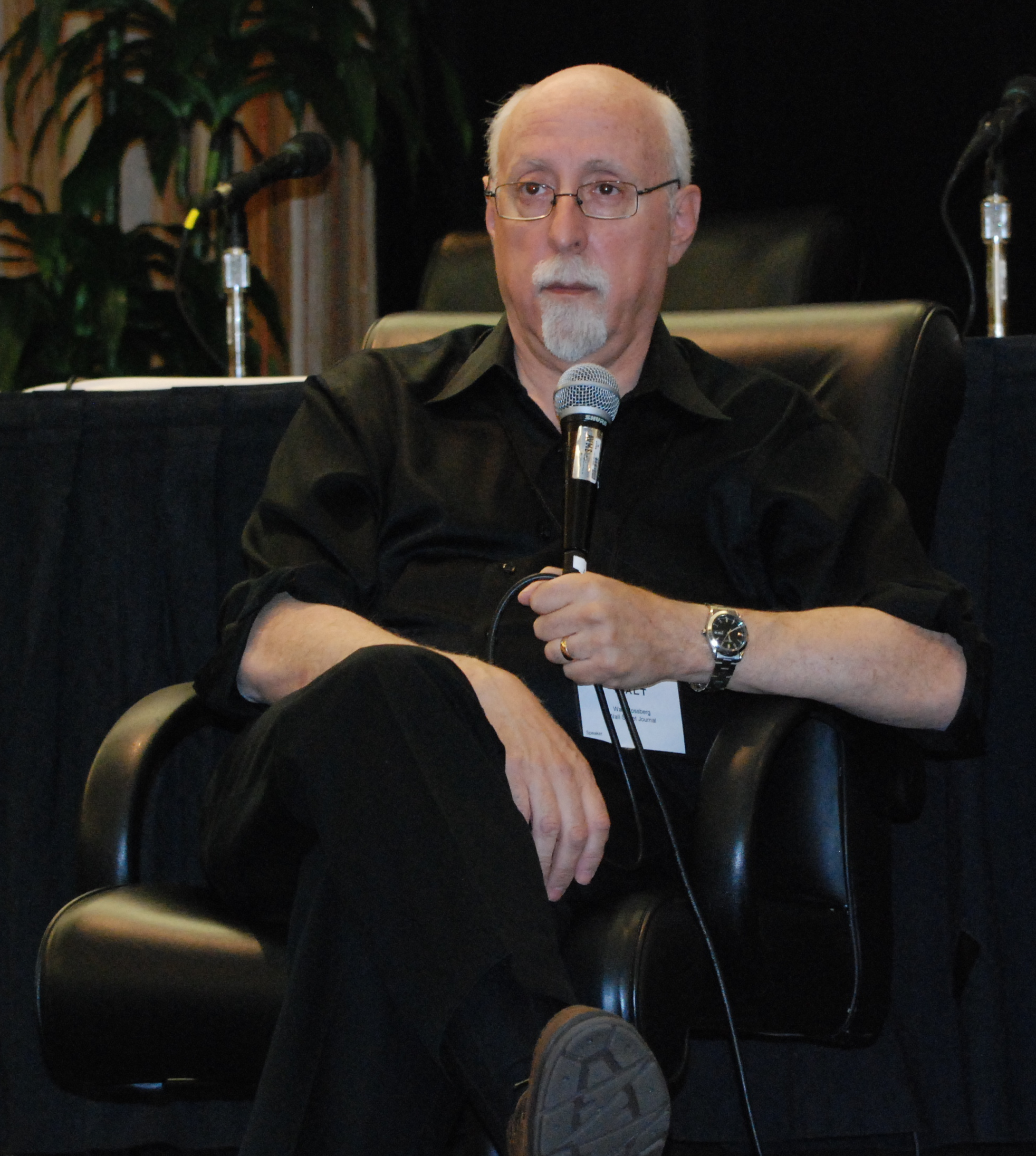
Walter Mossberg (2009)

Mossberg studierte an der Brandeis University sowie an der Columbia University Graduate School of Journalism. Er schreibt seit 1970 für das Wall Street Journal. Dort kümmerte er sich die ersten 18 Jahre vor allem um die Bereiche nationale und internationale Politik, bevor sich seine Aufmerksamkeit auf Technologien richtete.
Mossbergs älteste Technologie-Kolumne ist Personal Technology, die seit 1991 jeden Donnerstag erscheint. Außerdem schreibt er die Beiträge für Mossberg Solution (jeden Mittwoch, zusammen mit seiner Co-Autorin Katherine Boehret) sowie Mossberg's Mailbox (jeden Donnerstag). Zusätzlich zu seinen Kolumnen für das Wall Street Journal tritt er allwöchentlich im Fernsehsender CNBC auf und schreibt zusätzlich The Mossberg Report für das SmartMoney Magazine. In allen Kolumnen beschreibt und bewertet Mossberg neue technische Produkte und Trends.

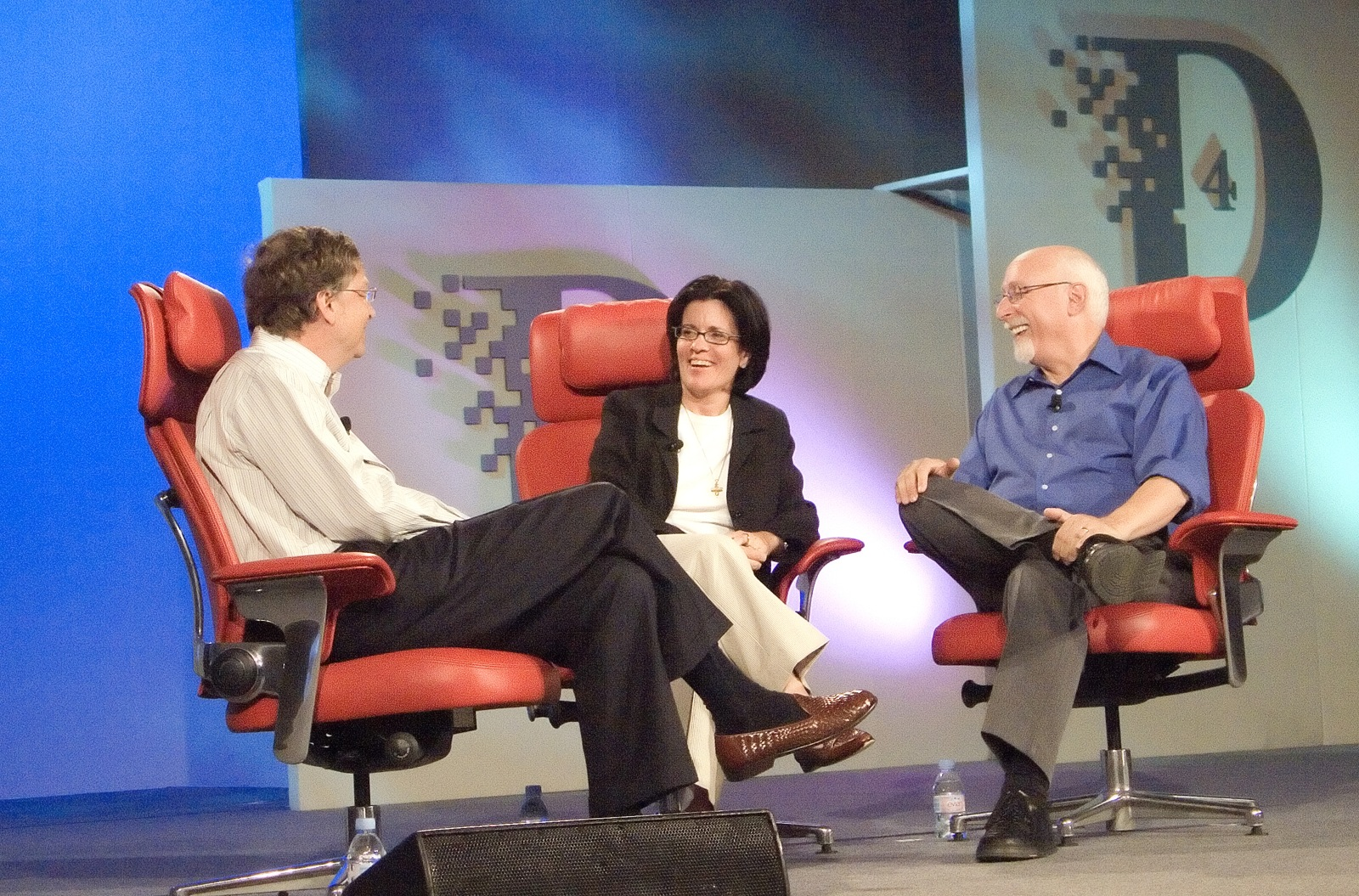
Mossberg interviewt gemeinsam mit Kara Swisher Bill Gates während der AllThingsD-Konferenz 2006.

Zusammen mit seiner Kollegin Kara Swisher veranstaltete Mossberg seit 2003 die Konferenz All Things Digital im kalifornischen Carlsbad. Diese ist bekannt für ihre hochkarätig besetzten Diskussionsforen. The New York Times bezeichnete diese Konferenzen 2018 als „Goldstandard für Live-Journalismus“. Im Jahre 2007 trafen sich beispielsweise zum ersten Mal nach langer Zeit Steve Jobs und Bill Gates zu einer Podiumsdiskussion mit den beiden Journalisten.
Ebenfalls 2007 begannen Mossberg und Swisher, eine umfangreichere Technologie-Website namens AllThingsD aufzubauen, die mit dem Wall Street Journal kooperierte. Ende 2013 lief diese Kooperation aus.
Da die Rechte am Namen AllThingsD beim WSJ verblieben, gründete Mossberg gemeinsam mit Kara Swisher die Website  Recode, zu der auch die Mitarbeiter von AllThingsD, darunter Lauren Goode und Peter Kafka, wechselten. 2015 wurde Recode durch Vox Media aufgekauft. Daraufhin arbeitete er zusätzlich ab Juni 2015 bis zu seiner Pensionierung im Juni 2017 als Executive Editor bei dem Technologieportal The Verge, ebenfalls einer Tochter von Vox Media. Gemeinsam mit dessen Chefredakteur Nilay Patel veröffentlichte er dort ab September 2015 bis zu seiner Pensionierung im Juni 2017 wöchentlich den Podcast Ctrl-Walt-Delete.
Im Oktober 2017 wurde bekannt, dass Mossberg an einem Buch arbeitet und einen entsprechenden Vertrag unterschrieben hat. In diesem Buch will er die rasante Entwicklung der privaten Nutzung von Technologie beschreiben und auf die Personen eingehen, welche diese Veränderungen geprägt haben.